# Lee Hazlewood
Lee Hazlewood (Mannford, Oklahoma, 9. srpnja 1929. – Las Vegas, 4. kolovoza 2007.), pjevač, tekstopisac i glazbeni producent iz SAD-a. 

## Životopis
Poslije odsluženja vojnog roka sredinom 50-ih godina prošlog stoljeća, radio je kao radiooperater. Istovremeno je pisao i pjesme i ulazi na glazbenu scenu i kao producent. Krajem 50-ih piše pjesme za gitaristu Duane Eddyja, koje postaju hitovi. Najpoznatiji hitovi koje je za njega napisao su: 40 Miles of Bad Road, Rebel Rouser i Dance With The Guitar Man.
Sredinom 60-ih počinje glazbeno surađivati s Nancy Sinatrom. Napisao je nekoliko hitova (npr. These Boots Are Made For Walkin´) s kojima je ona uspješna a čak su i zajedno pjevali u hitovima poput: Jackson i Summer wine.
Okušao se i kao solo pjevač i bio uspješan a glumio je i u nekoliko filmova.
Umro je od raka 2007. godine.

## Diskografija
- Trouble Is a Lonesome Town (1963.)
- The N.S.V.I.P.s (1964.)
- Friday's Child (1965.)
- The Very Special World Of Lee Hazlewood (1966.)
- Lee Hazlewoodism, It's Causesand Cure (1967.)
- Nancy and Lee (1968.) (s Nancy Sinatrom)
- Something Special (1968.)
- Love and Other Crimes (1968.)
- The Cowboy and the Lady (1969.) (s Ann-Margret)
- Forty (1969.)
- Cowboy in Sweden (1970.)
- Requiem for an Almost Lady (1971.)
- Nancy and Lee Again (1972.) (s Nancy Sinatrom)
- 13 (1972.)
- I'll Be Your Baby Tonight (1973.)
- Poet, Fool Or Bum (1973.)
- A House Safe For Tigers (1975.)
- 20th Century Lee (1976.)
- Movin' On (1977.)
- Back on the Street Again (1977.)
- Gypsies & Indians (1993.)
- Farmisht, Flatulence, Origami, ARF!!! & Me... (1999.)
- For Every Solution There's a Problem (2002.)
- Bootleg Dreams & Counterfeit Demos (2002.)
- Nancy & Lee3 (2003.) (s Nancy Sinatrom)
- Lee Hazlewood & dase erste Lied des Tages (2006.) (s Belom B.)
- Cake or Death (2006.)